# Karl Fallend
Karl Fallend (geboren 1956 in Pinsdorf) ist ein österreichischer Sozialpsychologe.

## Leben
Karl Fallend wuchs in Linz auf. Er absolvierte ein Studium zum Hauptschullehrer (Deutsch, Musik) in Linz und studierte ab 1979 Psychologie an der Universität Salzburg, wo er 1987 promoviert wurde. Fallend war 1984 Mitgründer der Zeitschrift Werkblatt. Zeitschrift für Psychoanalyse & Gesellschaftskritik. Von 1987 bis 1995 war er wissenschaftlicher Mitarbeiter am Institut für Wissenschaft und Kunst (IWK) in Wien und habilitierte 1994 an der Universität Klagenfurt. Er lehrte an den Universitäten in Wien, Klagenfurt und Innsbruck und war Mitarbeiter des Ludwig-Boltzmann-Institutes für Geschichte und Gesellschaft.
Fallend war von 1998 bis 2000 Mitglied der Historikerkommission zur Aufarbeitung der Zwangsarbeit in den ehemaligen Hermann-Göring-Werken in Linz. Von 2007 bis 2018 war er wissenschaftlicher Mitarbeiter am August-Aichhorn-Institut der FH Joanneum in Graz. Fallend ist Mitherausgeber der Schriftenreihe zur Geschichte der Sozialarbeit und Sozialarbeitsforschung.
Fallend erhielt 1990 und 1994 einen Theodor-Körner-Preis.

## Schriften (Auswahl)
- mit Johannes Reichmayr (Hrsg.): Siegfried Bernfeld oder die Grenzen der Psychoanalyse. Stroemfeld 1992, ISBN 978-3-86109-102-8
- Wilhelm Reich in Wien. Psychoanalyse und Politik. Wien: Geyer-Edition, 1988, ISBN 3-85090-129-7
- mit Bernd Nitzschke (Hrsg.): Der „Fall“ Wilhelm Reich. Beiträge zum Verhältnis von Psychoanalyse und Politik. Suhrkamp: Frankfurt am Main 1997, ISBN 3-518-28885-7
- Zwangsarbeit – Sklavenarbeit in den Reichswerken Hermann Göring am Standort Linz: (Auto)biographische Einsichten. Wien: Böhlau, 2001
- Witz und Psychoanalyse: Internationale Sichtweisen – Sigmund Freud revisited. Innsbruck: Studien Verlag, 2006, ISBN 3-7065-4237-4
- Caroline Newton, Jessie Taft, Virginia Robinson: Spurensuche in der Geschichte der Psychoanalyse und Sozialarbeit. Wien: Löcker, 2012
- Unbewusste Zeitgeschichte : Psychoanalyse – Nationalsozialismus – Folgen. Wien: Löcker, 2016
- Mimi & Els : Stationen einer Freundschaft : Marie Langer – Else Pappenheim – Späte Briefe. Wien: Löcker, 2019
- mit Gabriella Hauch: „Aus der Sintflut einige Tauben“ : Leben und Werk von Elisabeth Schilder. Wien: Löcker, 2019, ISBN 978-3-85409-991-8